# بيرة يوسفيان عليا
یيرة يوسفيان عليا هي قرية في مقاطعة كليبر، إيران. عدد سكان هذه القرية هو 44 في سنة 2006.